# Колища
Колища е бивше село в Егейска Македония, Гърция, на територията на дем Костур, област Западна Македония.

## География
Селото е било разположено в днешното землище на село Косинец.

## История
В османските данъчни регистри от средата на XV век Кролища е споменато с 58 лица. Село Колища е било малко българско село, изоставено от жителите си, които заедно с тези на още четири околни села, създават Косинец.